# Kfz-Kennzeichen (Demokratische Republik Kongo)

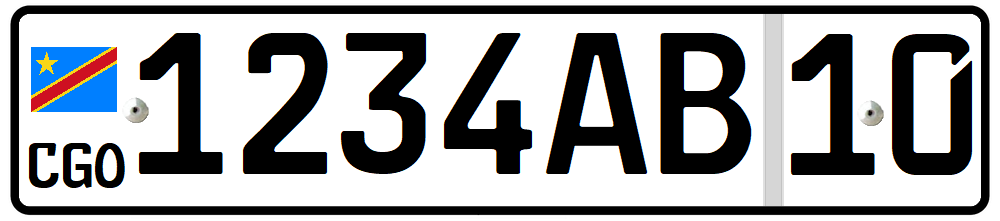
Kfz-Kennzeichen der DR Kongo

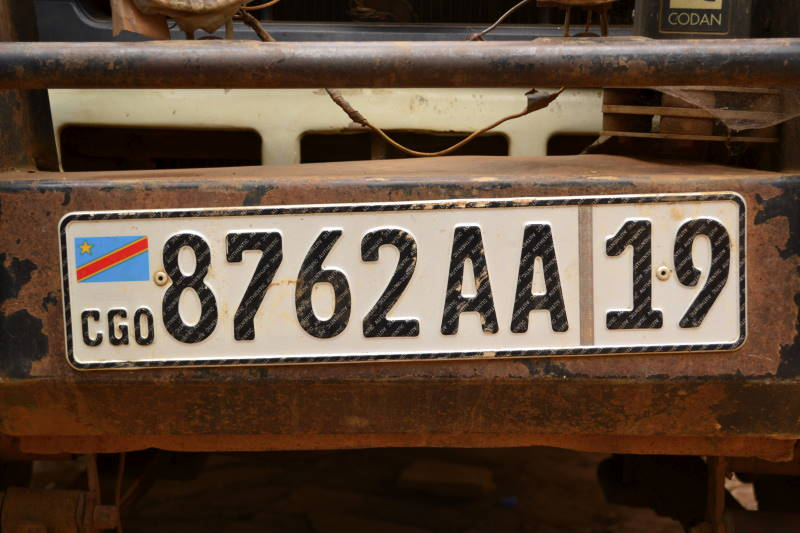
Kfz-Kennzeichen der DR Kongo

Die aktuellen Kfz-Kennzeichen der Demokratischen Republik Kongo wurden 2009 eingeführt. Die Schilder orientieren sich am Layout des Euro-Kennzeichens, weichen aber mit 480 × 112 mm etwas vom europäischen Standardmaß (520 × 110 mm) ab. Sie zeigen am linken Rand die Nationalflagge der DR Kongo und das Nationalitätszeichen CGO. Die Kombination besteht aus vier Ziffern, gefolgt von zwei Buchstaben. Am rechten Rand befinden sich in einem abgetrennten Feld zwei Ziffern, die die nähere Herkunft des Fahrzeuges angeben. Zusätzlich befindet sich an der Frontscheibe des Fahrzeuges ein sogenanntes drittes Kennzeichen in Form eines 84 × 53 mm großen Stickers. Er wiederholt die Kombination der Schilder und zeigt die Fahrgestellnummer des Fahrzeuges.
Die Nummernschilder werden von einem Ableger der deutschen Utsch AG produziert und weisen diverse Sicherheitsmerkmale auf, die Fälschungen erschweren soll. Beispielsweise befindet sich auf allen Lettern eine Hologramm-Folie mit der Aufschrift Authentic. Ähnliche Maßnahmen finden sich auch bei den ebenfalls von Utsch produzierten Kennzeichen von Ägypten und Kirgisistan.

## Geschichte

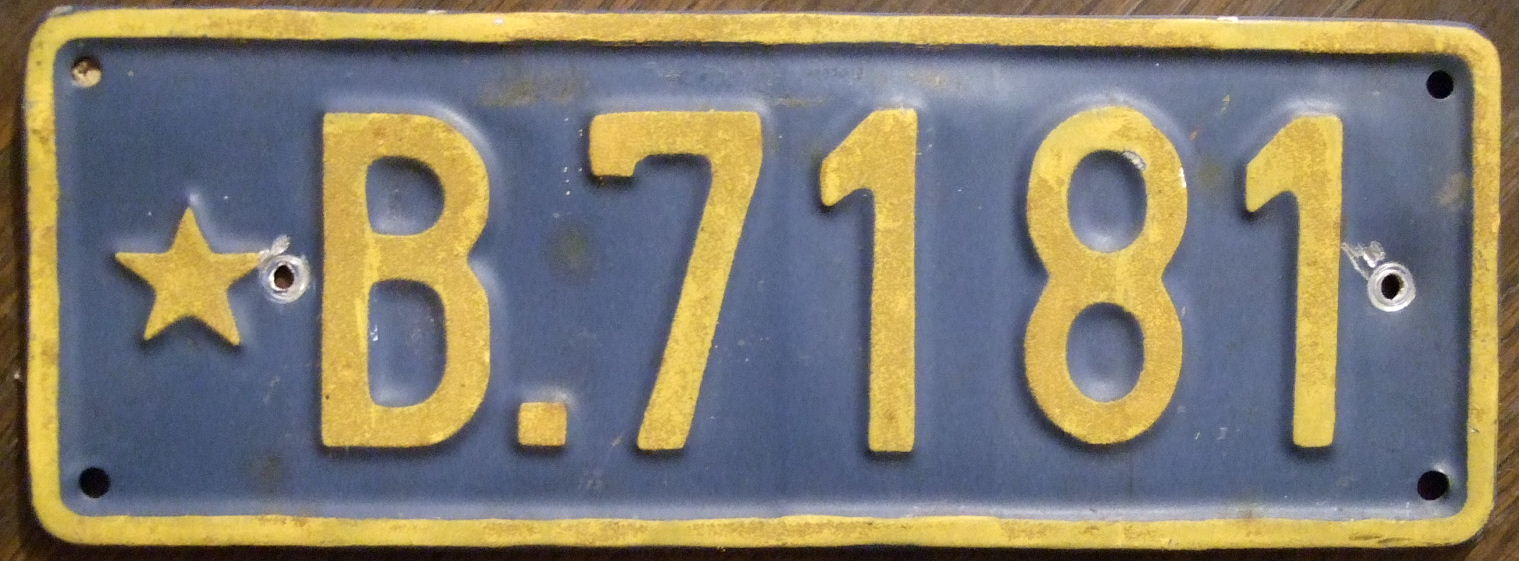
Kfz-Kennzeichen bis 1980

Ursprünglich wiesen die Kennzeichen der DR Kongo gelbe Schrift auf blauem Grund auf. Sie begannen mit einem gelben Stern, gefolgt von ein oder zwei Buchstaben. Nach einem Punkt erschienen maximal vier Ziffern. Nach der Umbenennung des Staates in Zaire 1971 wurden neun Jahre später auch die Kfz-Kennzeichen umgestellt. Das Farbschema wechselte entsprechend der Flagge zu gelb auf grün. Zu Beginn standen nun zwei Provinzbuchstaben, gefolgt von vier Ziffern und einem weiteren Buchstaben. Als Nationalitätszeichen wurde zunächst ZR, später ZRE verwendet. Die Rückbenennung Zaires in DR Kongo führte 1997 zu gelben Nummernschilder mit schwarzer Schrift (430 × 105 mm) und zwei Buchstaben am Ende. Parallel zur Flagge ging man später auf die ursprünglichen Farben gelb auf blau zurück. Bis zur Einführung des aktuellen Systems zeigten die Kennzeichen die Provinzbuchstaben, einen Stern, vier Ziffern und zwei Buchstaben.
Provinzkürzel bis 2009:
| Provinz                       | bis 2009 | 1997 |
| ----------------------------- | -------- | ---- |
| Bandundu                      | BN       | BN   |
| Bas-Congo (früher Bas-Zaïre)  | BC       | BZ   |
| Équateur                      | EQ       | EQ   |
| Kasai-Occidental              | KW       | KW   |
| Kasaï-Oriental                | KE       | KE   |
| Katanga (früher Shaba)        | KT       | SH   |
| Kinshasa                      | KN       | KN   |
| Maniema                       | MN       | MN   |
| Nord-Kivu                     | NK       | NK   |
| Orientale (früher Haut-Zaïre) | OR       | HZ   |
| Sud-Kivu                      | SK       | SK   |